# آموت

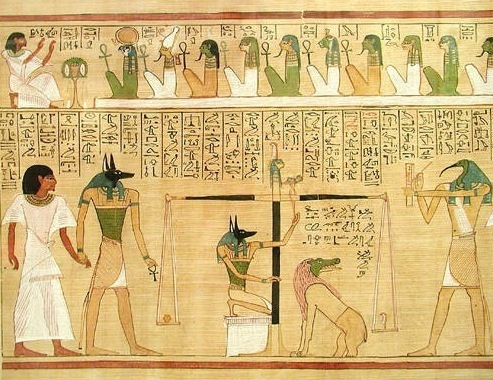
مراسم وزن کردن قلب. آموت در پای ترازویی که در یک کفه‌اش قلب فرد مرده و در کفهٔ دیگرش پَر حقیقت ماآت قرار دارد نشسته‌است. اگر قلب از پَر سنگین‌تر باشد آموت آن‌را خواهد بلعید.

آموت، آمیت، آهمایت یا آممت دیوی ماده در مصر باستان بود که بدنش نیمی شیر و نیمی اسب آبی بود و سر تمساح داشت. نام او به‌معنای روح‌خوار بود و این موجود به «قلب‌خوار» و «عظیم مرگ» نیز شهرت داشت.
آموت در جهان مردگان می‌زیست و در پای ترازوی عدالتی که در تالار دو حقیقت در سرای اوزیریس قرار داشت می‌نشست. هنگامی که فردی می‌مرد، آنوبیس او را به آن مکان می‌برد. درآنجا فرد مرده مورد آزمون قرار می‌گرفت تا معلوم شود می‌تواند به جهان پس از مرگ وارد شود یا خیر. مهمترین این آزمون‌ها «مراسم توزین قلب» بود که در طی آن، قلب فرد مرده را بر روی یک کفهٔ ترازو و در کفهٔ دیگر آن پَر حقیقت را قرار می‌دادند. این پر متعلق به سربند ماعت، الههٔ حقیقت بود و قلب نیز بنا بر باور مصریان باستان، جایگاه روح به‌شمار می‌رفت. اگر فرد مرده زندگی‌ای نیک را گذرانده بود قلبش در تعادل با پر می‌ایستاد و او اجازهٔ ورود به دنیای پس از مرگ را می‌یافت اما اگر کفهٔ ترازو پایینتر از کفهٔ پر حقیقت می‌ایستاد نشانهٔ ناپاکی و گناه‌آلود بودن قلب آن شخص بود. در این زمان آموت که در پای ترازو نشسته بود قلب فرد بدکار را می‌بلعید و آن شخص دیگر هرگز نمی‌توانست وارد دنیای پس از مرگ شود.